# Las Ochronny Szast
Las Ochronny „Szast” – chroniony fragment Puszczy Piskiej o powierzchni 475 ha, zniszczony przez huragan w 2002 roku i pozostawiony bez ingerencji człowieka. Projekt ten ma na celu pokazanie i badanie lasu zniszczonego przez naturalną klęskę żywiołową i odnawiającego się wyłącznie w sposób naturalny. Na terenie lasu zbudowano ścieżkę fakultatywną, drewnianą wieżę i galerię widokową. Las Ochronny „Szast” jest położony tuż nad Pisą i jest popularnym miejscem wypoczynku dla kajakarzy i motorowodniaków.